# Sylvains-les-Moulins
Sylvains-les-Moulins egy község Franciaország északi részében Normandia Eure megyében. 2016. január 1-én beleolvadt az egykori Villalet község. Lakosainak száma 1280 fő (2022. január 1.). Sylvains-les-Moulins Les Ventes, Le Val-Doré és Mesnils-sur-Iton községekkel határos.

## Híres emberek
- André Couteaux, író, aki színre vitte a Mon oncle Benjamin-t és megírta az Un monsieur de compagnie regényt.
- Claude de Cambronne, francia üzletember.
- Gilbert Renault (1904–1984), francia ellenálló, Rémy ezredes.